# Малерба, Джан-Эмилио
Эмилио Малерба, прозванный Джан-Эмилио Малерба (итал. Emilio Malerba, detto Gian Emilio Malerba; 27 ноября 1880, Милан — 31 марта 1926, Милан) — итальянский живописец, один из основателей 1922 году в Милане группы художников новеченто.

## Биография
Джан-Эмилио Малерба родился в семье антиквара Маурицио Малерба и Эрменегильды Ваккини. Он был зарегистрирован как Эмилио Джузеппе Джованни, но позднее принял сокращённое имя Джан-Эмилио. По инициативе отца, оценившего художественные способности мальчика, Джан-Эмилио в начале 1890-х годов поступил в миланскую Академию Брера, где учился у Джузеппе Ментесси и Чезаре Таллоне, от которых усвоил живописные традиции ломбардского натурализма.
Малерба начинал работать рисовальщиком рекламных плакатов, в частности рекламы для велосипедов Stucchi в Милане (1902—1903). Затем сотрудничал с различными типографиями, занимаясь хромолитографией (цветной литографией), вывесками и печатными листовками. Он также создавал обложки некоторых периодических изданий, задуманные как настоящие плакаты в уменьшённом формате.
Первые живописные произведения Малербы близки творчеству миланских художников объединения «Скапильятура». В 1913 году Малерба выиграл конкурс Луиджи Каноника (Luigi Canonica), а в следующем году его картину «Чёрная шляпа» купил король Италии Витторио Эмануэле III.
Его живописный стиль быстро эволюционировал. В 1916 году Малерба на Национальной выставке в Риме получил золотую медаль от Министерства народного просвещения за картину «Пьета», которая, хотя и была связана с символистской темой, демонстрировала суровый реализм. На живопись Малербы оказали влияние его ранние занятия рекламной графикой, фотография, «объективно представляющая течение жизни», что расценивали в то время в качестве «новой объективности» изобразительного искусства, поддержанной в Италии литератором М. Бонтемпелли, римским журналом «Пластические ценности» (Valori Plastici) и художниками группы «Новая вещественность» (Neue Sachlichkeit) в Германии.
Джан-Эмилио Малерба участвовал в 13-й Венецианской биеннале 1922 года, где представил картину «Маски» (Рим, Национальная галерея современного искусства). Новые произведения Малербы были созвучны течению «магического реализма» (Realismo magico).
В 1922 году он стал одним из основателей группы «новеченто». Он выставил свои картины и в следующем году в Милане после официального представления группы «Семь живописцев новеченто» (Sette pittori del Novecento), в марте 1923 года в галерее Пезаро. Однако взаимная критика и недовольство побудили Джан-Эмилио подать в отставку, что способствовало роспуску группы. В те годы Малерба стремился к формальному совершенству своих композиций, обращаясь к классическому наследию: искусству Мазаччо, Пьеро делла Франческа, но также и к логическому духу Поля Сезанна, о чём свидетельствуют два произведения, оба озаглавленные «Природа мёртвая» (Natura morta).
Тем временем зимой 1924—1925 годов группа была заново сформирована Маргеритой Сарфатти, Малерба был приглашён к участию в руководстве объединения. В мае 1925 года он выставил одну из своих картин, «Обнажённая девушка» (Nudo di giovinetta) на III Римской биеннале, открывшейся в Палаццо делле Эспозициони. В том же году Малерба был упомянут в числе представителей магического реализма критиком Францем Ро в эссе «Постэкспрессионизм: магический реализм. Проблемы новейшей европейской живописи» (Nach-Expressionismus: magischer Realismus. Probleme der neuesten europäischen Malerei (Leipzig: Fagiolo dell’Arco, 1925. S. 344).
Джан-Эмилио Малерба умер преждевременно в возрасте сорока шести лет в Милане 31 марта 1926 года, когда готовился к участию в Первой всеитальянской выставке новеченто. В следующем году Л. Пезаро посвятил ему ретроспективную выставку, как и Galleria del Milione в 1931 году.

## Галерея

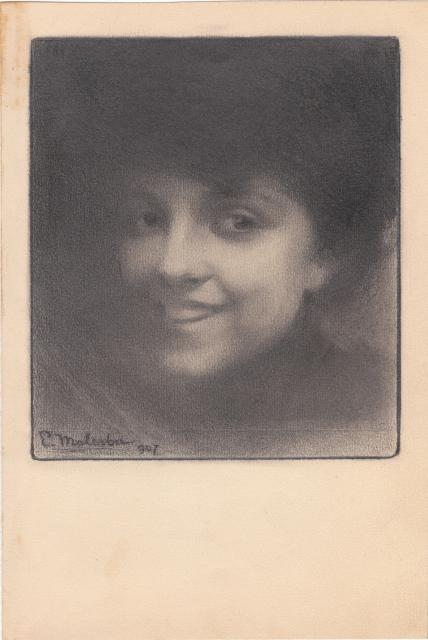
Лицо женщины. 1907. Карандаш, уголь
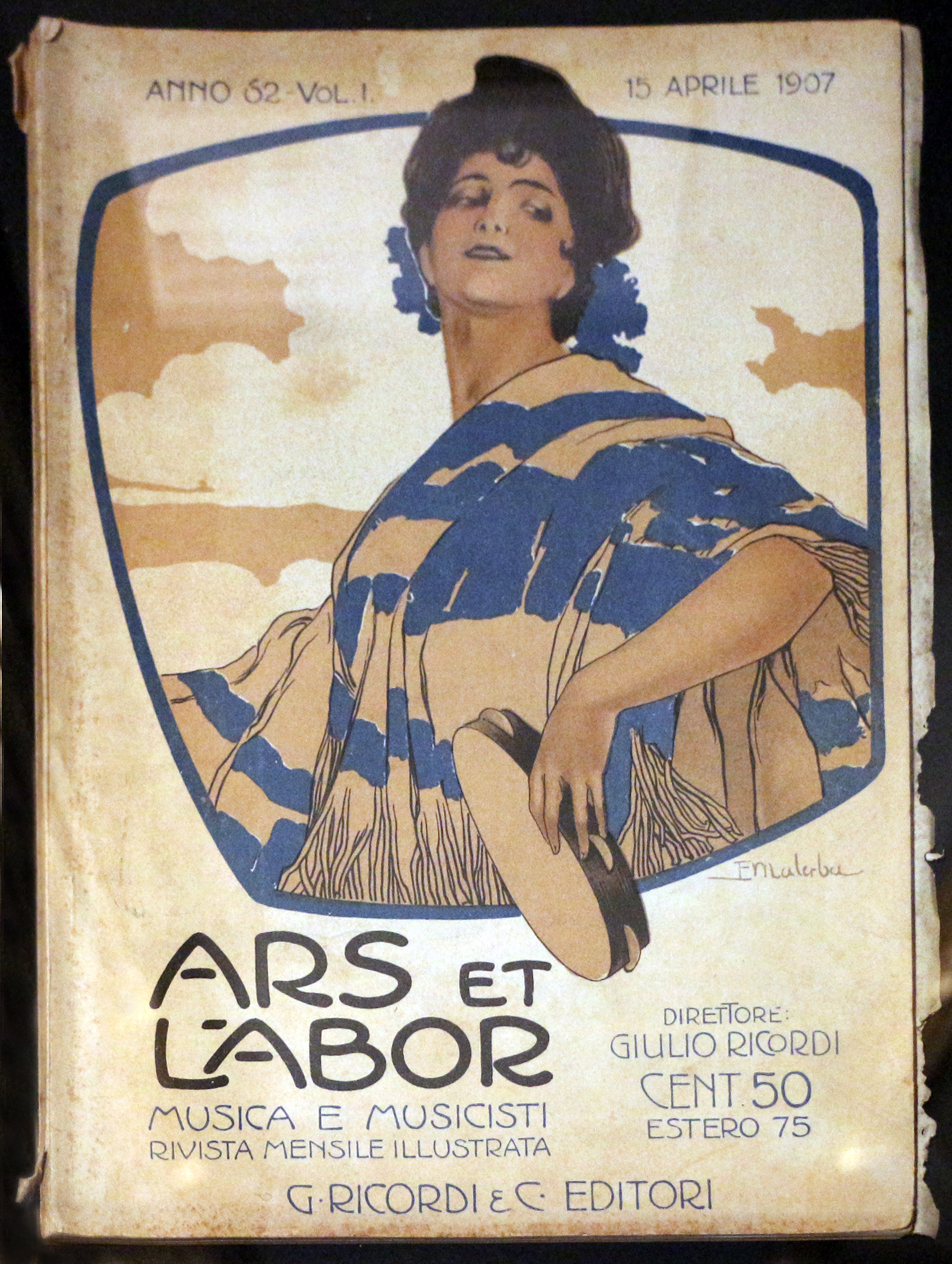
Обложка журнала. 1907
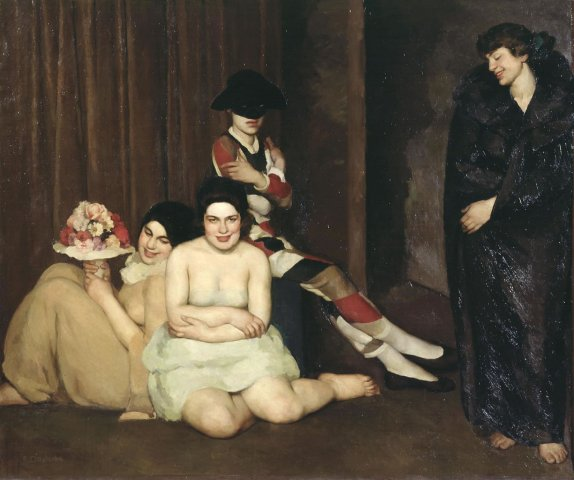
Маски. 1922. Национальная галерея современного искусства, Рим
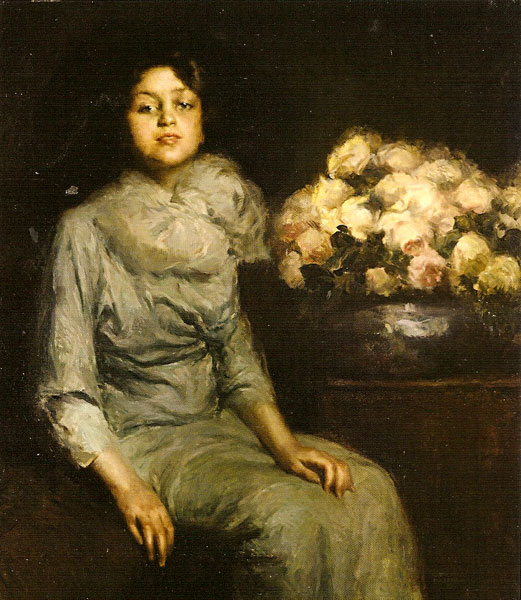
Чёрная шляпа. 1912. Квиринальский дворец, Рим